# Haliva
Haleva hay haliva (tiếng Adygea: хьэлжъо [ħalʐʷa]) là một món chiên từ bột nhào, chứa nhân khoai tây hoặc pho mát Circassia.

## Biến thể
- Haliva nhồi với pho mát cottage (Helive q'wey lhalhe delhu)
- Haliva nhồi với khoai tây (Helive ch'ert'of delhu)
- Haliva nhồi với khoai tây và pho mát (Helive ch'ert'ofre q'weyre delhu)
- Haliva nhồi với đậu cô ve (Heliva jesh delhu)
- Haliva nhồi với lê (Helive q'wzch delhu)

## Xem thêm

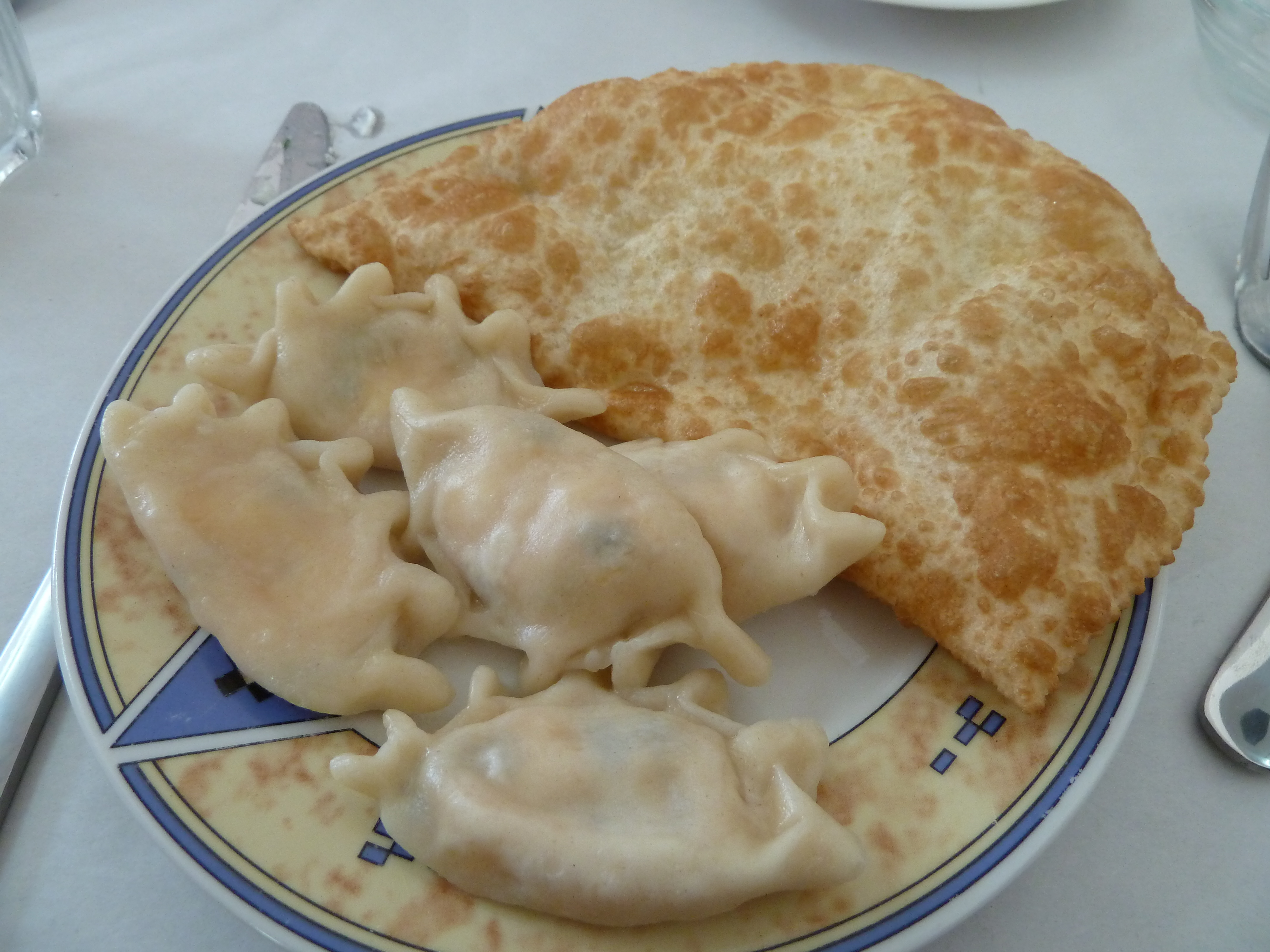
Haliva và mataz, hai món ăn nhẹ Adyghe truyền thống